# Marvin Bracy-Williams
Marvin Bracy-Williams (Orlando, 15 dicembre 1993) è un velocista e giocatore di football americano statunitense, argento nei 100 m piani ai Mondiali di Oregon 2022.

## Biografia
Nel 2017 comincia la sua carriera nel football americano, venendo reculutato per gli Indianapolis Colts.

## Palmarès
| Anno | Manifestazione  | Sede           | Evento      | Risultato  | Prestazione | Note                                     |
| ---- | --------------- | -------------- | ----------- | ---------- | ----------- | ---------------------------------------- |
| 2010 | Mondiali U20    | Moncton        | 4×100 m     | Oro        | 38"93       |                                          |
| 2014 | Mondiali indoor | Sopot          | 60 m piani  | Argento    | 6"51        |                                          |
| 2014 | World Relays    | Nassau         | 4×100 m     | Batteria   | dq          |                                          |
| 2016 | Mondiali indoor | Portland       | 60 m piani  | 7º         | 6"56        |                                          |
| 2016 | Giochi olimpici | Rio de Janeiro | 100 m piani | Semifinale | 10"08       |                                          |
| 2017 | World Relays    | Nassau         | 4×100 m     | Oro        | 38"43       |                                          |
| 2022 | Mondiali indoor | Belgrado       | 60 m piani  | Bronzo     | 6"44        | Miglior prestazione personale            |
| 2022 | Mondiali        | Eugene         | 100 m piani | Argento    | 9"88        | (.874)                                   |
| 2022 | Mondiali        | Eugene         | 4×100 m     | Argento    | 37"55       | Miglior prestazione personale stagionale |